# Noelia
Noelia, nome d'arte di Noelia Lorenzo Monge (San Juan, 31 agosto 1979), è una cantante e attrice portoricana.
Durante la sua carriera ha pubblicato numerosi singoli entrati in Latin Billboard Top 40 e ha venduto oltre 4 milioni di CD in tutto il mondo.
Noelia ha mostrato interesse per la musica sin da bambina.
Nel 1998 ha cominciato a lavorare al suo primo omonimo album, uscito poi nel 1999 dal quale sono poi stati estratti il primo singolo Tu, il secondo singolo Toco La Luz e il terzo singolo, la hit mondiale Candela sua canzone più conosciuta e tormentone estivo nel 2001.
Successivamente ha pubblicato diversi altri album per l'etichetta Fonovisa e ancora per la EMI e per la Pink Star Music.
Nel 2013 esce la versione di Mind Blown su Urbanlife Records, con il remix di Bsharry che arriva alla prima posizione su iTunes per due settimane.

## Discografia

### Album
- 1999 - Noelia
- 2000 - Golpeando fuerte
- 2001 - Profecia (Solo per il mercato italiano)
- 2003 - Natural
- 2004 - Melao
- 2005 - Greatest Hits
- 2006 - 40 Grados
- 2007 - Volverte a ver
- 2009 - Caribbean Queen Reloaded

### Singoli
- 1999 - Tù
- 1999 - Te amo
- 1999 - Candela
- 1999 - Toco La Luz
- 2000 - Ni una làgrima màs
- 2001 - Golpendo fuerte
- 2002 - Beyond All Superstitions (Per il mercato europeo)
- 2003 - Clávame Tu Amor
- 2003 - Ya No Eres El Mismo
- 2003 - Enamorada
- 2004 - Melao
- 2004 - Perdoname
- 2006 - Cómo Duele (Barrera de Amor)
- 2006 - Enamorada de Ti (Remix)
- 2007 - Te Seguiré
- 2007 - Nada,Nada de ti
- 2008 - Caribbean Queen Reloaded
- 2009 - Estuve a punto de llorar
- 2012 - Kiss Me!
- 2013 - Mind Blown (Bsharry Remix)
- 2017 - A Volar

## Tour
- 2005 - "Noelia On Tour"
- 2006 - 2007 - "40 Grados Tour"